# Altruísmo eficaz
O altruísmo eficaz  é uma filosofia e um movimento social que aplica evidências e a razão para determinar as formas mais eficazes de beneficiar os outros. O altruísmo eficaz encoraja as pessoas a considerarem todas as causas e
acções e a actuar da maneira que traga o maior impacto positivo, com
base nos seus valores. É a abordagem ampla, baseada em evidências, que distingue o altruísmo eficaz do altruísmo tradicional ou da caridade.
Embora uma proporção substancial de altruístas eficazes se tenha concentrado no sector sem fins lucrativos, a filosofia do altruísmo eficaz aplica-se de forma mais ampla à priorização de projectos científicos, empresas e iniciativas políticas que se possa estimar que salvem mais vidas, ajudem mais as pessoas ou que, de outra maneira, tenham o maior benefício. As pessoas notáveis associadas ao movimento incluem o filósofo Peter Singer, o co-fundador do Facebook, Dustin Moskovitz, o filósofo de Oxford, William MacAskill, o investigador Toby Ord e a jogadora de póquer profissional Liv Boeree.

## Filosofia

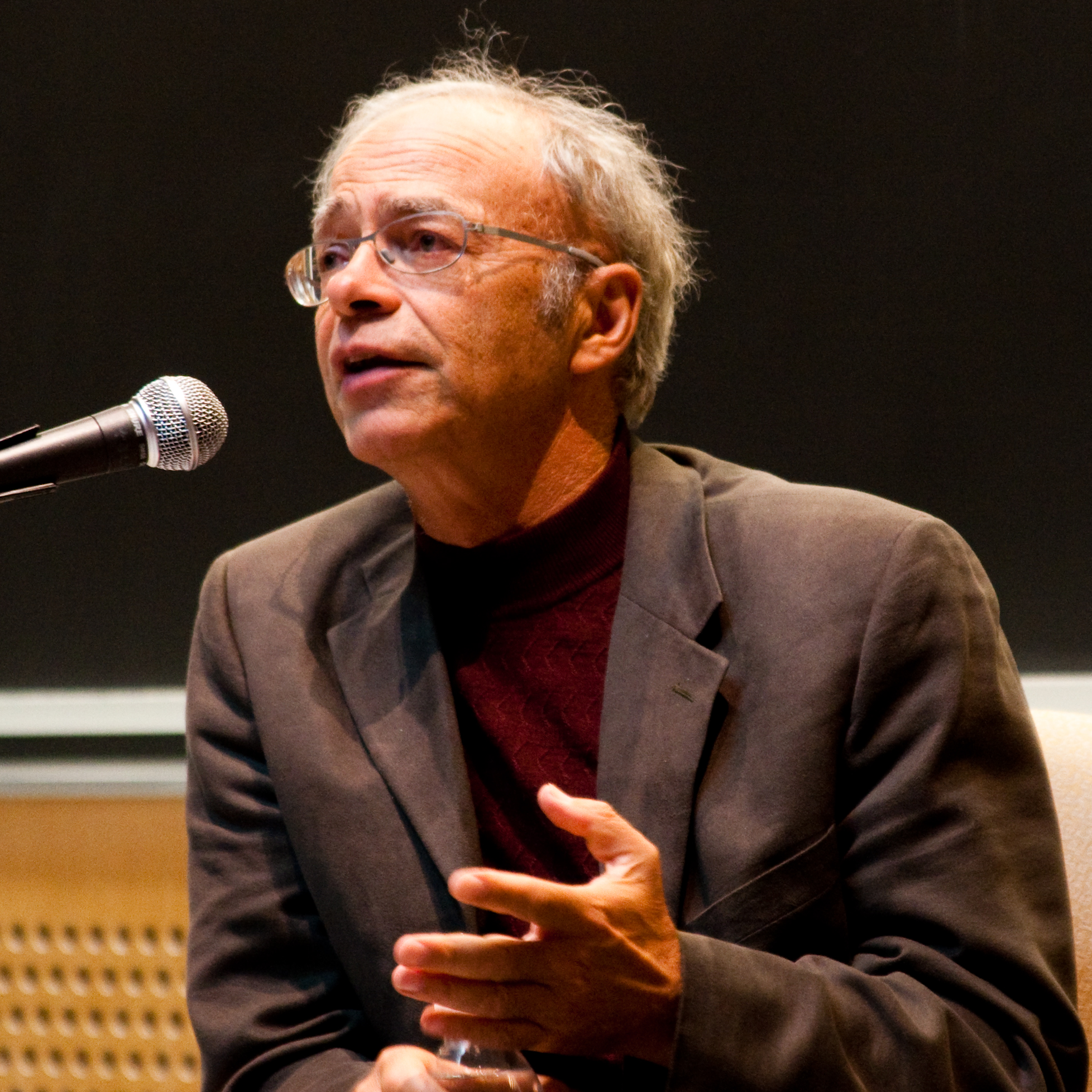
Peter Singer é um proeminente defensor do altruísmo eficaz.

O altruísmo eficaz difere de outras práticas filantrópicas devido à sua ênfase na comparação quantitativa de causas e intervenções de caridade com o objectivo de maximizar certos valores morais. Desta forma, é semelhante ao consequencialismo, que alguns líderes do movimento apoiam explicitamente. As opiniões do filósofo Peter Singer, em particular, ajudaram a dar origem ao movimento do altruísmo eficaz. O livro de Singer, A Vida Que Podemos Salvar , defende a filosofia básica da doação eficaz, alegando que as pessoas têm um imperativo moral de doar mais porque existe a pobreza extrema. No livro, Singer argumenta que as pessoas deveriam usar as avaliadoras de instituições de caridade para determinar como tornar mais eficazes as suas doações. Singer pessoalmente dá um terço do seu rendimento a instituições de caridade.

### Priorização de causas
Embora se venha a dar cada vez mais ênfase à eficácia e às evidências no âmbito das organizações sem fins lucrativos, isso geralmente é assim tendo em mente uma única causa, como a educação ou as mudanças climáticas. Os altruístas eficazes, no entanto, procuram comparar a importância relativa de diferentes causas, um conceito que é geralmente referido como a neutralidade quanto à causa.
Os altruístas eficazes escolhem as causas prioritárias tendo por base se as actividades em cada área de causa poderiam ou não avançar eficientemente metas amplas, tais como o aumento do bem-estar humano ou animal. Depois concentram a sua atenção nas intervenções em áreas altamente prioritárias. Várias organizações estão a realizar pesquisas sobre a priorização de causas.
Algumas das prioridades dos altruístas eficazes incluem a pobreza no mundo em desenvolvimento, o sofrimento dos animais na pecuária industrial e os riscos para a civilização, os seres humanos e o planeta Terra.

### Custo-eficácia
As organizações altruístas eficazes afirmam que algumas instituições de caridade são muito mais eficazes do que outras, quer seja porque algumas não atingem os seus objectivos ou devido à variabilidade no custo de alcançar esses objectivos. Quando é possível, procuram identificar instituições de caridade que sejam altamente custo-eficazes, ou seja, que conseguem um grande benefício por uma determinada quantia de dinheiro. Por exemplo, seleccionam intervenções de saúde com base no seu impacto, conforme medido por vidas salvas por dólar, ou anos de vida ajustados pela qualidade (QALY) salvos por dólar, ou anos de vida ajustados pela incapacidade (DALY) evitados por dólar. Esta medida do impacto da doença é expressa como o número de anos perdidos devido a problemas de saúde, deficiência ou morte prematura.
As organizações de altruísmo eficaz usam estudos aleatórios controlados como uma forma principal de evidência, pois estes são frequentemente considerados como estando ao mais alto nível das fortes evidências na pesquisa em saúde. Também fazem recomendações filantrópicas de instituições de caridade com base na sua necessidade actual de financiamento em vez de avaliar simplesmente o valor desse trabalho em si mesmo.

### Imparcialidade
Os altruístas eficazes rejeitam a visão de que algumas vidas são intrinsecamente mais valiosas do que outras. Por exemplo, acreditam que uma pessoa num país em desenvolvimento tem igual valor a uma pessoa na sua própria comunidade. No artigo de 1972 "Fome, riqueza e moralidade", Peter Singer escreveu:
É moralmente irrelevante que a pessoa que eu posso ajudar seja o filho de um vizinho que vive a cem metros de mim ou um bengali, cujo nome nunca saberei, que vive a dez mil quilómetros de distância. [...] O ponto de vista moral exige que olhemos além dos interesses da nossa própria sociedade. [...] ...noutros tempos isso dificilmente poderia ter sido praticável, mas hoje é bastante praticável. Do ponto de vista moral, impedir que milhões de pessoas passem fome fora
 da nossa sociedade é algo que tem de ser considerado pelo menos tão imperioso como observar as normas relativas à propriedade dentro da nossa sociedade.
Além disso, muitos altruístas eficazes pensam que as gerações futuras têm valor moral igual às pessoas que existem actualmente, por isso concentram-se na redução dos riscos existenciais para a humanidade. Outros acreditam que os interesses dos animais não humanos devem ter o mesmo peso moral que os interesses semelhantes dos seres humanos e trabalham para evitar o sofrimento dos animais, como os que são criados na pecuária industrial.

### Raciocínio contrafactual
Os altruístas eficazes argumentam que o raciocínio contrafactual é importante para determinar qual a estratégia que maximiza o impacto positivo. Muitas pessoas assumem que a melhor maneira de ajudar os outros é através de métodos directos, como trabalhar para uma instituição de caridade ou prestar serviços sociais,  mas como as instituições de caridade e os serviços sociais geralmente
encontram pessoas dispostas a trabalhar para eles, os altruístas eficazes comparam a quantidade de bem que alguém faria numa carreira altruísta convencional à quantidade de bem que teria sido feito se o segundo melhor candidato tivesse sido contratado para o cargo. De acordo com este raciocínio, o impacto de uma carreira pode ser menor do que parece.

### Espaço para mais financiamento
Os altruístas eficazes evitam doar para organizações que não têm "espaço para mais financiamento" – aquelas que enfrentam constrangimentos, para além do dinheiro, que as impeçam de gastar os fundos já acumulados ou os que deverão receber. Por exemplo, uma instituição de caridade médica pode não ser capaz de contratar médicos ou enfermeiros suficientes para distribuir os suprimentos médicos que é capaz de comprar, ou pode já estar a servir todos os potenciais pacientes no seu sector. Há muitas outras organizações que têm  espaço para mais financiamento, por isso doar a uma delas produziria melhorias concretas.

## Comportamento

### Doação
O altruísmo eficaz incentiva doações significativas para a caridade. Alguns acreditam que é um dever moral aliviar o sofrimento através de doações, caso as compras que deixam de fazer não lhes provoquem um sofrimento comparável, o que leva alguns deles a ter um estilo de vida simples para dar substancialmente mais do que é típico na sua sociedade. Aquilo que defendem centra-se em aumentar a quantia que as pessoas doam ou em identificar as organizações sem fins lucrativos que melhor atendam aos critérios do altruísmo eficaz.
A Giving What We Can (GWWC) é uma organização que acolhe uma comunidade de pessoas que se comprometeram a doar pelo menos 10% do seu rendimento ao longo da sua vida profissional para as causas que acreditam ser as mais eficazes. A GWWC foi fundada em Novembro de 2009 por Toby Ord, um filósofo moral da Universidade de Oxford, que vive com 18 000 Libras (27 000 dólares) por ano e doa o resto do seu rendimento a instituições de caridade. Em 2017, mais de 2500 pessoas tinham já assumido o compromisso.
O Founders Pledge é um sistema similar administrado pela organização sem fins lucrativos Founders Forum for Good, em que os fundadores iniciais assumem um
compromisso legalmente obrigatório de doar pelo menos 2% dos seus lucros pessoais para instituições de caridade no caso de venderem os seus negócios. Em Maio de 2016, um ano após o lançamento, 430 empresários tinham já assumido o compromisso, atingindo um valor total estimado de 134 milhões de dólares com base no património dos fundadores e na avaliação das empresas.

### Selecção da carreira
Os altruístas eficazes argumentam que a selecção da carreira é um factor determinante na quantidade de bem que se faz, tanto directamente (através dos serviços prestados ao mundo) como indirectamente (através das formas como se dirige o dinheiro obtido com base na carreira).
Com sede em Oxford, no Reino Unido, a 80,000 Hours é uma organização do movimento do altruísmo eficaz que escreve artigos e realiza formação individual para ajudar as pessoas a encontrarem carreiras com impacto social positivo. Considera métodos indirectos de emprego altruísta, como ganhar um salário alto numa carreira convencional e doar uma parcela desse salário, bem como práticas directas, como pesquisa científica. Foi co-fundada por William MacAskill,  que é também o seu actual presidente.
A estratégia de ganhar para dar foi proposta como uma possível estratégia para altruístas eficazes. Esta estratégia envolve a escolha de trabalhar em carreiras de alta remuneração com o objectivo explícito de doar grandes somas de dinheiro à caridade. Benjamin Todd e William MacAskill têm argumentado que o impacto marginal das acções potencialmente anti-éticas numa carreira tão lucrativa seria pequeno, já que, de qualquer das maneiras, outra pessoa as teria feito, enquanto que o impacto das doações seria grande.
Esta é uma prática que gerou controvérsia. David Brooks, colunista do The New York Times , criticou os altruístas eficazes que adoptaram esta estratégia. Escreveu que, a maioria das pessoas que trabalham na finança e outras áreas de alta remuneração, valorizam o dinheiro por razões egoístas e que estar rodeado por essas pessoas fará com que os altruístas eficazes se tornem menos altruístas. Alguns altruístas eficazes reconhecem essa possibilidade e visam reduzir o risco por meio de comunidades on-line, compromissos públicos e doações através de fundos aconselhados pelos doadores. No The Week , Pascal-Emmanuel Gobry argumentou que aceitar um trabalho "anti-ético" é fundamentalmente imoral, não importa o motivo.

## Causas prioritárias
O altruísmo eficaz aspira a ser neutro quanto à causa, o que significa que, em princípio, está aberto a ajudar em qualquer área que faça o maior bem. Na prática, as pessoas no movimento do altruísmo eficaz priorizaram as seguintes três áreas de intervenção:

### Alívio da pobreza global
O alívio da pobreza global tem sido a prioridade de algumas das organizações mais antigas e proeminentes associadas ao altruísmo eficaz.
A avaliadora de instituições de caridade, GiveWell, foi fundada por Holden Karnofsky e Elie Hassenfeld em 2007 para enfrentar a pobreza e actualmente faz parte do movimento do altruísmo eficaz. A Givewell argumenta que o valor das doações é maior no alívio internacional da pobreza e no desenvolvimento de questões de saúde mundial e as suas principais recomendações foram nesses domínios (a Against Malaria Foundation, a Schistosomiasis Control Initiative, a Deworm the World Initiative, e (inicialmente) a VillageReach na saúde global, e a GiveDirectly para transferências de dinheiro directas e incondicionais).
A Giving What We Can centra-se em causas relacionadas com o alívio da pobreza global e faz pesquisas próprias avaliando causas e instituições de caridade, mas depende em grande medida da pesquisa de outras organizações, como a GiveWell.
A organização The Life You Can Save, que teve origem no livro com o mesmo nome, também se concentra na pobreza global.
Embora grande parte do foco inicial do altruísmo eficaz tenha sido em estratégias directas, como intervenções de saúde e transferências de dinheiro, também tem havido interesse numa reforma social, económica e política mais sistemática, o que facilitaria uma maior redução da pobreza a longo prazo. Em Setembro de 2011, a GiveWell anunciou a GiveWell Labs, que mais tarde passou a chamar-se "Open Philanthropy Project", para a exploração de causas mais especulativas, como a reforma política. É uma colaboração entre a GiveWell e a Good Ventures, uma fundação filantrópica fundada por Dustin Moskovitz, o co-fundador do Facebook, e a sua esposa Cari Tuna.

### O bem-estar dos animais
Muitos altruístas eficazes acreditam que reduzir o sofrimento animal deve ser uma das maiores prioridades e que, à margem actual, existem formas custo-eficazes de se conseguir isso. Peter Singer cita estimativas da Organização das Nações Unidas para a Alimentação e a Agricultura e da organização britânica Fishcount, segundo as quais 60 mil milhões (Br. bilhões) de animais terrestres são abatidos e entre 1 e 2,7 biliões (Br. trilhões) de peixes são mortos por ano para consumo humano. Singer argumenta que os altruístas eficazes defensores do bem-estar dos animais devem priorizar a pecuária industrial em detrimento de causas mais populares e sobrefinanciadas, como o bem-estar dos animais de estimação. Também argumenta que, se aos animais do campo, como as galinhas, lhes atribuirmos até mesmo um mínimo de consciência, os esforços para reduzir a pecuária industrial (por exemplo, ao reduzir o consumo global de carne) podem ser uma maneira ainda mais subfinanciada e custo-eficaz de reduzir o actual sofrimento global do que a redução da pobreza humana. Filosoficamente, o sofrimento dos animais selvagens poderá ser uma preocupação moral adicional para os altruístas eficazes.
A Animal Charity Evaluators (ACE, anteriormente chamada Effective Animal Activism) é uma organização relacionada com o movimento que avalia e compara várias instituições de caridade de animais com base no seu custo-eficácia e transparência, particularmente aquelas que estão a lidar com a pecuária industrial. Faunalytics (formerly the Humane Research Council) is an organization loosely
affiliated with the movement that conducts independent research on important animal welfare topics, provides resources for advocates and donors, and works with animal protection organizations to evaluate their work.

### Riscos do futuro distante e de catástrofe global
Alguns altruístas eficazes acreditam que o futuro distante é extremamente importante. Especificamente, eles acreditam que o valor total de qualquer métrica significativa (riqueza, potencial de sofrimento, potencial de felicidade, etc.) resumido sobre as gerações futuras, excede em muito o valor para as pessoas que vivem hoje. Em particular, a importância de abordar os riscos existenciais, tais como os perigos associados à biotecnologia e à inteligência artificial avançada, é muitas vezes destacada e é tema de pesquisa activa.
Algumas organizações que trabalham activamente em pesquisa e na defesa da causa de melhorar o futuro distante e que têm ligações com o movimento do altruísmo eficaz são o Future of Humanity Institute, o Centre for the Study of Existential Risk e o Future of Life Institute. Além disso, o Machine Intelligence Research Institute está concentrado na missão mais específica de alinhar a inteligência artificial avançada.

## A história do movimento social
As ideias por trás do altruísmo eficaz, como o consequencialismo, têm estado presentes na ética prática há muito tempo e têm tido reflexo no que escrevem filósofos como Peter Singer e Peter Unger. Um argumento básico para o altruísmo foi definido no artigo de 1972 de Singer intitulado "Fome, riqueza e moralidade", no qual argumentou que as pessoas têm a obrigação de ajudar quem necessita:
Se temos o poder de impedir que algo mau aconteça sem assim sacrificarmos nada que tenha uma importância moral comparável, então moralmente devemos fazê-lo.
No entanto, o movimento identificado com o nome de "altruísmo eficaz" só surgiu no final da primeira década de 2000, centrado em organizações como a Giving What We Can.
As Conferências do altruísmo eficaz são realizadas desde 2013. Em 2015, Peter Singer publicou The Most Good You Can Do, um livro sobre altruísmo eficaz. O livro descreve a filosofia e o movimento social do altruísmo eficaz e argumenta em seu favor. No mesmo ano, William MacAskill publicou o seu livro Doing Good Better: How Effective Altruism Can Help You Make a Difference, o que ajudou a popularizar ainda mais o movimento.

## Crítica
David Brooks questionou se as crianças em países distantes devem ser tratadas como tendo igual valor moral às crianças que estão próximas. Afirma que a moral deve "enobrecer interiormente". Pascal-Emmanuel Gobry adverte quanto ao "problema da medição", afirmando que algumas áreas, como a pesquisa médica, ou a ajuda com "um passo excruciante de cada vez" na reforma da governação no terceiro mundo, são difíceis de medir com experiências controladas de custo-eficácia e arriscam a ser subavaliadas pelo movimento do altruísmo eficaz. Na Stanford Social Innovation Review , Ken Berger e Robert Penna da Charity Navigator condenaram a prática do altruísmo eficaz de "colocar causas e beneficiários uns contra os outros", chamando isso de "moralizador, no pior sentido da palavra".
Na revista Jacobin , Mathew Snow argumenta que o altruísmo eficaz "implora às pessoas para que usem o seu dinheiro para prover bens de primeira necessidade a quem precisa desesperadamente deles, mas não diz nada sobre o sistema que determina como esses bens são produzidos e distribuídos à partida". No entanto, Joshua Kissel argumenta que o anti-capitalismo em teoria é compatível com o altruísmo eficaz, enquanto adianta que os altruístas eficazes e os anti-capitalistas têm motivos para ser mais compreensivos uns com os outros.

## Leituras complementares
- Peter Unger (1996). Living High and Letting Die: Our Illusion of Innocence . ISBN 978-0195108590
- Shelly Kagan (1991). The Limits of Morality . ISBN 978-0198239161
- Peter Singer (2011).  A Vida Que Podemos Salvar: Agir agora para pôr fim à pobreza no mundo. ISBN 978-989-616-431-7 ISBN 978-1-4000-6710-7
- William MacAskill (2015). Doing Good Better: How Effective Altruism Can Help You Make a Difference . Avery, ISBN 978-1592409105
- William MacAskill (2022). What We Owe the Future.